# Guillaume Giroie
Guillaume Giroie, est un seigneur normand du XIe siècle de la famille Giroie.
Second fils du seigneur normand Giroie, Guillaume vécut longtemps et dirigea toute sa vie ses autres frères, Ernould l’ainé et Foulques, Robert Ier, Raoul et Hugues, ses cadets. À la mort de son père Giroie vers 1032, Guillaume fut seul, avec son frère Ernould, en état de porter les armes. Lorsque Gislebert, comte de Brionne, tenta de profiter de leur jeunesse, en leur enlevant Montreuil, Guillaume et Ernould le battirent en rase campagne et lui enlevèrent Le Sap. Deux ans plus tard, le duc Robert réconcilia Ernould et Guillaume avec Gislebert de Brionne. Celui-ci les ayant, vers 1040, de nouveau attaqués pour tenter de reprendre Le Sap, il fut, cette fois, tué dans cette guerre.
Décrit par Orderic Vital comme « éloquent et gai, libéral et courageux, agréable à ses inférieurs et redoutable à ses ennemis », il exerçait les droits épiscopaux sur ses terres de Montreuil et d’Échauffour et aucun archidiacre ne se permettait de vexer par ses visites aucun des prêtres de ses deux seigneuries. 
Pendant la minorité de Guillaume le Bâtard, Guillaume prêta allégeance à la fois à Guillaume II Talvas et à Geofroi de Mayenne. Cette double sujétion se révéla délicate à respecter quand les deux seigneurs s’opposèrent dans la vallée de la Sarthe. Guillaume préféra soutenir Geofroi. Il entreprit notamment la construction du château à Saint-Céneri qui entravait les plans de Talvas pour usurper cette terre. C’est possiblement la raison pour laquelle Guillaume Talvas lui fit crever les yeux, couper les oreilles et castrer lors des noces du seigneur de Bellême
Après cette mutilation, Guillaume fit un second pèlerinage en Terre sainte et à son retour, il prit l’habit religieux au Bec. Il donna au nouvel établissement des terres dans la forêt d’Ouche en particulier une église dédiée à saint Pierre. C’était autrefois une ancienne abbaye mérovingienne. L’abbé Herluin y envoya Lanfranc et trois autres moines pour y restaurer une vie religieuse. Or Guillaume et ses neveux Robert et Hugues de Grandmesnil, souhaitaient fonder une abbaye. Herluin accepta d’abandonner à la famille le petit centre religieux pour qu’elle réalise son vœu. Vers 1050, fut donc rétabli le monastère d’Ouche. Le fils de Giroie, du consentement de ses fils Ernauld et Guillaume et de ses frères Robert et Raoul Malcouronné, donna au monastère le moutier d’Échauffour avec tous ceux de son domaine, dont un en l’honneur de saint Georges se trouvait à Montreuil, avec les droits de péage et toutes les usances tant des forêts que des autres objets qui étaient dus à Échauffour, à Montreuil et au Sap.
Guillaume avait épousé en premières noces Hiltrude, fille de Fulbert de Beine, fondateur du château de L'Aigle dont il eut Ernauld d’Échauffour et en secondes noces Emma, fille de Vauquelin, qui lui donna Guillaume, dit le Bon Normand.
Il mourut à Gaète en rapportant les présents que son fils Guillaume installé en Italie du sud envoyait aux moines d’Ouche.